# Pleisweiler
Pleisweiler ist der größere von zwei Ortsteilen der rheinland-pfälzischen Ortsgemeinde Pleisweiler-Oberhofen im Landkreis Südliche Weinstraße.

## Lage
Pleisweiler befindet sich im südlichen Gemeindegebiet und ist hauptsächlich von Weinbergen des Weinanbaugebiet Pfalz umgeben. Durch den Ort fließt in West-Ost-Richtung der Hirtenbach. Westlich schließt sich der Pfälzerwald an, dort erstreckt sich unweit des Siedlungsgebiets der Eulenkopf. Fast unmittelbar südlich liegt der bereits zu Bad Bergzabern gehörende Weiler Emilienruhe.

## Geschichte
Bis 1804 war Pleisweiler Teil der französischen Republik, anschließend bis 1814 Teil des napoleonischen Kaiserreichs und in den Kanton Bergzabern im Departement des Niederrheins eingegliedert. Von 1818 bis 1862 gehörte er dem Landkommissariat Bergzabern an; aus diesem ging das Bezirksamt Bergzabern hervor. 1828 wurde Pleisweiler mit dem Nachbarort Oberhofen zur Gemeinde Pleisweiler-Oberhofen zusammengelegt. 1925 hatte Pleisweiler 454 Einwohner, die in 121 Wohngebäuden lebten. Sowohl die Katholiken als auch die Protestanten gehörten damals zur Pfarrei von Bergzabern.

## Infrastruktur
Vor Ort befinden sich insgesamt zwölf Kulturdenkmäler, darunter das Ochsensteiner Schloss. Durch das Siedlungsgebiet verläuft außerdem die Deutsche Weinstraße. Außerdem besitzt der Ort eine Haltestelle der VRN-Buslinie 540, die den Ort mit Landau in der Pfalz und Bad Bergzabern verbindet.